# Koszary (Paluchy)
Koszary – część wsi Paluchy w Polsce położona w województwie podkarpackim, w powiecie przeworskim, w gminie Sieniawa, w sołectwie Paluchy.
W latach 1975–1998 miejscowość położona była w województwie przemyskim.
Koszary są położone przy drodze Sieniawa-Leżajsk, i obejmują 9 domów.

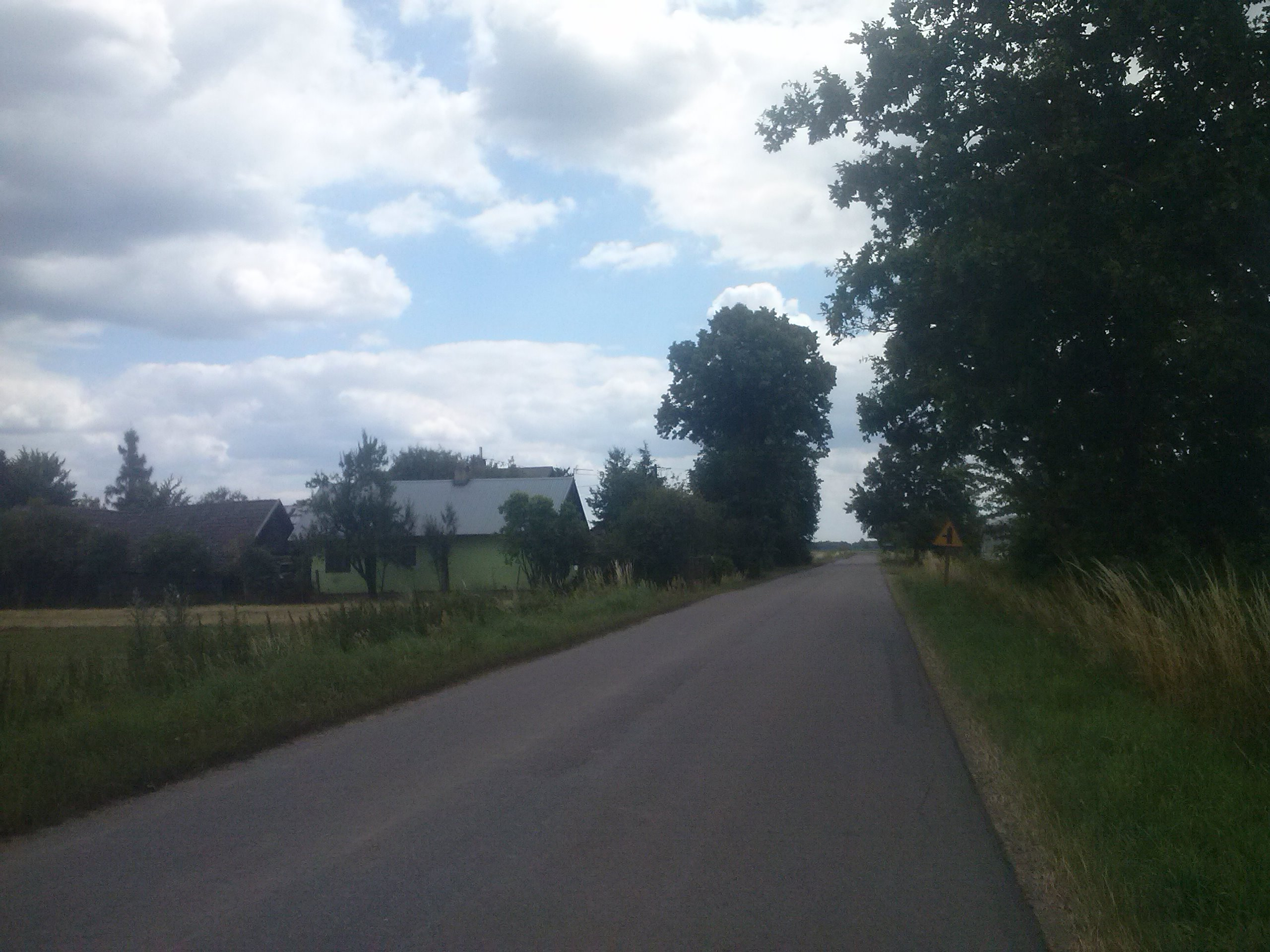
Koszary